# Heart of Gold
Heart of Gold è un brano musicale scritto ed interpretato dal musicista canadese Neil Young, incluso nel suo album Harvest del 1972 e pubblicato anche su singolo (B-side Sugar Mountain).
Si tratta dell'unico singolo di Young ad aver raggiunto la vetta della classifica negli Stati Uniti. In Canada, il singolo raggiunse la prima posizione in classifica l'8 aprile 1972, data nella quale Young aveva conquistato anche il primo posto nella classifica degli album con Harvest. 
Il brano arriva primo anche in Canada per due settimane, in quarta posizione in Norvegia, in sesta in Germania, in ottava in Olanda e in decima nel Regno Unito.
Nel 2004, la rivista Rolling Stone ha classificato il brano alla posizione numero 297 nella lista delle 500 migliori canzoni di sempre da loro redatta.
Nel 2005, Heart of Gold si è classificata al terzo posto nella lista delle migliori canzoni canadesi di sempre nel corso della trasmissione 50 Tracks: The Canadian Version della CBC Radio One.

## Descrizione
La canzone, che contiene contributi vocali da parte di James Taylor e Linda Ronstadt, è una delle composizioni più celebri di Neil Young, e fa parte della serie dei brani dell'autore costituiti da dolci ballate acustiche country-folk molto amate dal suo pubblico (soprattutto negli Stati Uniti).
Nel 1985, Bob Dylan ammise di non amare la canzone, nonostante gli fosse sempre piaciuta la musica di Neil Young, perché riteneva che il canadese si fosse troppo "ispirato" al suo stile in questa occasione.

### Composizione
Impossibilitato a stare a lungo in piedi a causa di un infortunio alla schiena, all'epoca della composizione del brano Young non era in grado di suonare la sua chitarra elettrica e allora passò alla chitarra acustica, che poteva suonare comodamente anche stando seduto o sdraiato. Oltre a comporre testo e musica alla chitarra, Young suonò inoltre l'armonica a bocca durante i tre intermezzi strumentali, inclusa l'introduzione.

### Registrazione
Heart of Gold venne registrata durante le sessioni iniziali per Harvest all'inizio del 1971 ai Quadrafonic Sound Studios di Nashville, Tennessee. La Ronstadt (che avrebbe in seguito reinterpretato Love is a Rose di Young) e Taylor si trovavano a Nashville all'epoca per un'apparizione allo show televisivo di Johnny Cash, e il produttore dell'album Elliot Mazer organizzò che essi partecipassero alla sessione in studio cantando i cori di sottofondo nella canzone di Young.

## Cover
Heart of Gold è stata reinterpretata da Tanya Donelly, Matchbox Twenty, Tori Amos, Free Dominguez, Johnny Cash, Willie Nelson, Richard Lloyd, Bettye LaVette, Birds and Batteries, Zakk Wylde (con i Black Label Society), Boney M, Carla Cook, Lawrence Gowan, Stereophonics, Rockapella, Roxette, Kiki Dee, Backburner, Hanah, Ossifar, The James Last Orchestra, Five for Five, Sally Dworsky, Channeling Owen, Stoney LaRue, The Bad Plus, Dave Matthews & Jimmy Buffett (con la Coral Reefer Band), Lisa Frazier, Tavi Gevinson, Fiona Apple, Charles Bradley & Thomas Brenneck.

## Formazione
- Neil Young: voce, chitarra acustica e armonica
- James Taylor: cori
- Linda Ronstadt: cori
- Ben Keith: pedal steel guitar
- Tim Drummond: basso
- Kenny Buttrey: batteria
- Teddy Irwin: chitarra